# Samson Kosgei
Samson Kosgei (* 1974) ist ein kenianischer Marathonläufer.
2002 siegte er beim Lissabon-Marathon, und 2003 wurde er Zweiter beim Madrid-Marathon. 2005 gewann er den Brüssel-Marathon in 2:12:03 h und den Florenz-Marathon in seiner persönlichen Bestzeit von 2:11:27. 2007 wurde er Achter beim Rom-Marathon und Dritter beim Luxemburger Europe-Marathon. Als sein Manager und Trainer fungierte zeitweise Volker Wagner.